# Passiflora viridescens
Passiflora viridescens là một loài thực vật có hoa trong họ Lạc tiên. Loài này được L.K. Escobar mô tả khoa học đầu tiên năm 1989.